# Bilyï Kolodiaz
Bely Kolodez
Bilyï Kolodiaz (ukrainien : Білий Колодязь) ou Bely Kolodez (russe : Белый Колодезь), littéralement « le puits blanc », est une commune urbaine de l'oblast de Kharkiv, en Ukraine. Elle compte 3 698 habitants en 2021.

## Géographie
La commune se situe légèrement au nord de la petite rivière Pilna, affluent de rive gauche du Donets, dans le bassin hydrographique du fleuve Don. Elle se trouve à 67 kilomètres à l'est-nord-est de la ville de Kharkiv.